# Baba Nobuharu
Baba Nobuharu (馬場 信春?; 1514/15 – 29 giugno 1575) è stato un samurai e generale giapponese del periodo Sengoku.
Chiamato anche Baba Nobufusa (馬場 信房?), è conosciuto come uno dei ventiquattro generali di Takeda Shingen. Baba combatté nelle battaglie di Mikatagahara e Nagashino, nella quale guidò l'avanguardia destra di Takeda Katsuyori.
Quando Takeda Shingen prese il castello di Fukashi (oggi castello di Matsumoto) nel 1550, lo affidò a Baba. Nel 1573 a Mikatagahara incalzò i sopravvissuti dell'esercito di Tokugawa Ieyasu che si stava ritirando verso il castello di Hamamatsu; vedendo le porte del castello aperte ed i bracieri accesi sospettò una trappola e non seguì ulteriormente l'esercito in fuga. Fu ucciso tre anni più tardi a Nagashino quando due samurai lo attaccarono contemporaneamente decapitandolo.
Il Kōyō Gunkan racconta che Shingen consultava spesso Nobuharu sulle questioni importanti. Prima di Nagashino, si ritiene che Nobuharu abbia combattuto in 21 battaglie senza ricevere una singola ferita.